# Mansi (Birmanie)
Pour les articles homonymes, voir Mansi (homonymie).
Mansi (birman : မန်စီမြို့) est une ville du nord de la Birmanie dans l'État de Kachin. Elle est reliée à la route nationale 31 au sud et elle marque la fin de la route nationale 36 qui la relie à Muse à la frontière chinoise à l'est.
Mansi est une petite ville à la lisière de la forêt birmane et elle est affectée par l'exploitation forestière illégale.